# Anielin (Radom)
Pour les articles homonymes, voir Anielin.
Anielin (prononciation : [aˈɲelin]) est un village polonais de la gmina de Skaryszew dans le powiat de Radom de la voïvodie de Mazovie dans le centre-est de la Pologne.
Il se situe à environ 9 km au sud-est de Skaryszew (siège de la gmina), 20 km au sud-est de Radom (siège du powiat) et à 110 km au sud de Varsovie (capitale de la Pologne).
Le village compte une population de 74 habitants en 2011.

## Histoire
De 1975 à 1998, le village appartenait administrativement à la voïvodie de Radom.